# Keskimmäinen Polvijärvi
Keskimmäinen Polvijärvi är en sjö i kommunen Libelits i landskapet Norra Karelen i Finland. Sjön ligger 101,2 meter över havet. Den är 22,79 meter djup. Arean är 63 hektar och strandlinjen är 6,96 kilometer lång. Sjön  ingår i Vuoksens huvudavrinningsområde.   Den ligger omkring 11 kilometer nordväst om Joensuu och omkring 370 kilometer nordöst om Helsingfors. 
Keskimmäinen Polvijärvi ligger öster om Iso Polvijärvi. 